# Masteria hirsuta
Masteria hirsuta är en spindelart som beskrevs av Ludwig Carl Christian Koch 1873. Masteria hirsuta ingår i släktet Masteria och familjen Dipluridae. Inga underarter finns listade i Catalogue of Life.